# Aoplus rufulus
Aoplus rufulus är en stekelart som först beskrevs av Tohru Uchida 1925.  Aoplus rufulus ingår i släktet Aoplus och familjen brokparasitsteklar. Inga underarter finns listade i Catalogue of Life.